# 14429 Койн
14429 Койн (14429 Coyne) — астероїд головного поясу, відкритий 3 грудня 1991 року.
Тіссеранів параметр щодо Юпітера — 3,348.